# Fisher Tull
Pour les articles homonymes, voir Tull.
Fisher Aubrey Tull, Jr. (24 septembre 1934 - 23 août 1994), connu professionnellement sous le nom de Fisher A. Tull, alias Mickey Tull, est un trompettiste, arrangeur musical, professeur de musique et compositeur classique américain. 

## Biographie
Fisher Tull naît le 24 septembre 1934 à Waco, au Texas, où il fréquente des écoles publiques. Il obtient finalement trois diplômes de l'Université du Nord du Texas : un baccalauréat en éducation musicale (1956), un MM en théorie musicale (1957) et un doctorat en composition musicale (1965). Il étudie la trompette avec John Haynie et la composition avec Samuel Adler. Pendant ses études de premier cycle, il joue de la trompette et arrange pour divers groupes de jazz et de danse, y compris les bandes de laboratoire de l'Université du Nord du Texas. 
En 1957, Tull devient membre du corps professoral de l'Université d'État Sam Houston à Huntsville, au Texas, en tant que président du Département de musique depuis 1965. 
Tull entre dans une composition sérieuse à partir du début des années 1960. Ses œuvres sont généralement tonales mais harmonieusement aventureuses et rythmiquement vigoureuses, et montrent une forte influence de la musique médiévale et de la musique de la Renaissance. Son catalogue de compositions comprend plus de 80 œuvres publiées pour orchestre, chœur et ensemble de chambre, bien qu'il soit particulièrement connu pour ses œuvres pour orchestre d'harmonie, cuivres et ensemble de percussions. La plupart de ses œuvres sont publiées par Boosey & Hawkes (avec qui il est sous contrat depuis 1974) et Southern Music Company, avec d'autres œuvres disponibles auprès de Western International Music, Ludwig Publishing Company, TRN et de l' International Trombone Association Manuscript Press. 
Tull meurt à Huntsville, au Texas. Le 13 juillet 1996, le belvédère commémoratif Fisher A. Tull est inauguré au centre-ville de Huntsville. 

## Œuvres choisies
- Prelude and Double Fugue
- Studies in Motion
- Cryptic Essay
- The Final Covenant
- Jargon After William Billings
- Liturgical Symphony
- Swing Board
- Sketches on a Tudor Psalm
- Sonata for Trumpet and Piano
- Three Bagatelles
- Segments
- Concerto Grosso
- The Binding
- Sonatine for percussion ensemble (1971)
- Rhapsody for Trumpet and Winds (1980)

## Discographie
- Sam Houston State University Symphonic Band and Wind Ensemble, Ralph L. Mills, chef d'orchestre (1981). Les compositions de Fisher A. Tull, v.2. LP. Golden Crest Records.